# Partido Reformista (España)
El Partido Republicano Reformista o Partido Reformista fue un partido político español de ideales republicanos, laicistas y anticaciquiles, fundado en 1912 por Melquíades Álvarez, aunque la presentación oficial del mismo se produjo un año después cuando el 23 de octubre de 1913 aquel pronunció un memorable discurso en el Hotel Palace de Madrid en el que defendió la necesidad de acometer una profunda reforma de la Constitución de 1876 para conseguir un régimen político democrático para el país.

## Historia

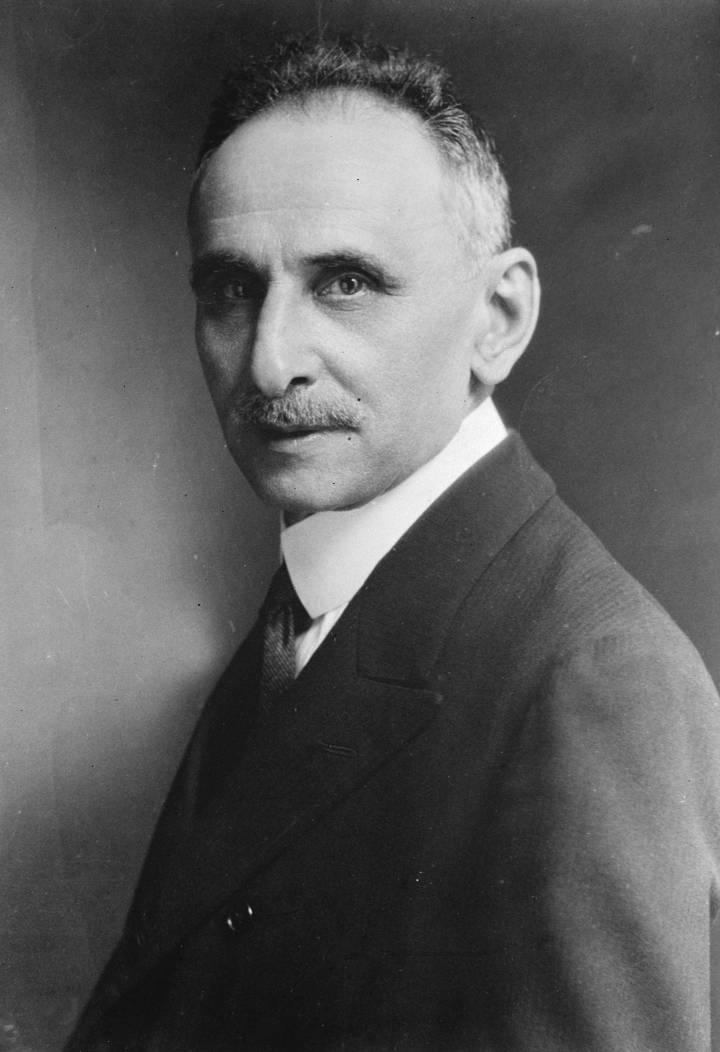
Melquíades Álvarez, fundador y líder del partido.

En el Partido Reformista militaron inicialmente figuras importantes de la intelectualidad española de la época, como Manuel Azaña, José Ortega y Gasset, Manuel García Morente, Fernando de los Ríos, Américo Castro, Teófilo Hernando Ortega, Alfredo Martínez García-Argüelles, Oliverio Martínez y Mier, Federico de Onís, Augusto Barcia Trelles, Adolfo González Posada, Pedro de Répide, Ricardo de Orueta, Gustavo Pittaluga Fattorini, Gumersindo de Azcárate, Víctor Ruiz Albéniz, Benito Pérez Galdós, Enrique de Mesa, Enrique Díez Canedo, Filiberto Villalobos, Rafael María de Labra, Miguel Moya, Luis Zulueta y Escolano, Luis Simarro Lacabra, Toribio Fernández Morales, Manuel López-Linares.
El reformismo no aspiraba tanto a recrear el liberalismo, como hacerlo auténtico, frente a la práctica corrupta fomentada por la antigua clase política. Ante todo era laico y ya en su programa de 1912 propugnaba la modificación del artículo 11 de la Constitución, que declaraba la confesionalidad católica del Estado.
Se mantenía neutral en cuanto a la forma de gobierno: había siempre la posibilidad de defender una Constitución republicana, pero su fin inmediato era que el monarca se reconociese “esclavo de la opinión”, es decir que no interviniera en la vida parlamentaria.
La mayor base electoral del Partido Reformista se situaba en Asturias, donde llegó a tener numerosos representantes en las instituciones locales y provinciales.

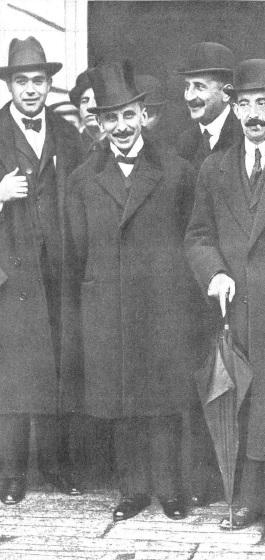
Álvarez sale de Palacio tras haber despachado con el rey a raíz de la crisis de gobierno de diciembre de 1915.

Tras el fracaso de la Asamblea de Parlamentarios reunida en Barcelona en julio de 1917, el partido pone a punto su programa en la asamblea realizada los días 29 y 30 de noviembre y 1 de diciembre de 1918, esperando ser llamados por el rey Alfonso XIII para formar un gobierno que convoque Cortes Constituyentes que acometan la reforma de la Constitución de 1876. Entre los puntos no negociables de la reforma estarían, según el Partido Reformista, el reconocimiento de la soberanía nacional (poniendo fin a la "soberanía compartida" del rey y las Cortes) con la consiguiente supresión de ciertos poderes de la Corona, la modificación del Senado (poniendo fin a la designación directa por parte del rey de parte de sus miembros), el reconocimiento de derechos y libertades y la reforma de la estructura del Estado que permita la autonomía de los municipios y las regiones. Sin embargo, el rey no los llama a gobernar y vuelve al sistema del turno nombrando al conde de Romanones presidente del Consejo de Ministros.
Cuando la crisis de la Restauración se hace más que evidente a finales de 1922 un miembro del Partido Reformista, José Manuel Pedregal entra a formar parte del gobierno presidido por el liberal Manuel García Prieto que lleva en su programa la reforma de la Constitución, incluido el artículo 11 (aunque sin proclamar la separación de la Iglesia y el Estado), intentando solucionar así "el problema religioso clerical" (como lo llamó un comentarista de la época) —Melquiades Álvarez, por su parte, ocupa la presidencia del Congreso de Diputados tras las elecciones generales de España de 1923, celebradas en abril—. Sin embargo, pronto se comprobó que los obstáculos tradicionales (la propia Corona, el Ejército y la Iglesia católica) a llevar a cabo una reforma se mantenían en pie, y bastó la protesta de un cardenal y del nuncio para que la propuesta de cambio del artículo 11 fuera retirada. Finalmente la instauración de la Dictadura de Primo de Rivera en septiembre de 1923 puso fin a cualquier nueva iniciativa reformista.
La salida del partido de sus miembros más destacados como Adolfo González Posada, Luis de Zulueta, Gustavo Pittaluga, Enrique de Mesa, José Giral, Ramón Pérez de Ayala o Manuel Azaña, obligó a Melquiades Álvarez a disolver el partido en 1924. Los que lo abandonaron "dieron por liquidado el objetivo reformista de alcanzar la democracia en el seno de la Monarquía", como lo expuso Manuel Azaña en su manifiesto Apelación a la República hecho público en mayo de 1924.
El partido sería disuelto por la dictadura mediante decreto del 2 de mayo de 1924.
Tras proclamarse la Segunda República en 1931, Melquiades Álvarez lo reconstruyó con el nombre de Partido Republicano Liberal Demócrata.

## Órganos de comunicación
A lo largo de su historia el partido contó varias publicaciones, principalmente en Asturias —donde se encontraba uno de sus feudos—. Llegó a tener diez diarios a lo largo de la provincia asturiana, y muy singularmente el periódico gijonés El Noroeste, que se convirtió en órgano del partido y que con el tiempo llegaría a ser una de las publicaciones más leídas de Gijón. Además de El Noroeste, en Gijón llegó a disponer de tres periódicos, mientras que en Oviedo llegó a disponer de dos periódicos, así como en Castropol, Avilés, Infiesto y Vegadeo, localidades donde dispuso de al menos un periódico. También llegó a contar con dos semanarios —La Justicia y El Reformista— en Oviedo.

## Resultados electorales
| Comicios                     | # de escaños obtenidos | +/– | Notas                                 |
| ---------------------------- | ---------------------- | --- | ------------------------------------- |
| Elecciones generales de 1914 | 11/408                 | 11  |                                       |
| Elecciones generales de 1916 | 12/409                 | 11  |                                       |
| Elecciones generales de 1918 | 9/409                  | 3   | Dentro de la "Alianza de Izquierdas". |
| Elecciones generales de 1919 | 6/409                  | 3   |                                       |
| Elecciones generales de 1920 | 9/437                  | 3   |                                       |
| Elecciones generales de 1923 | 18/437                 | 9   |                                       |